# Матяшовский сельский совет
Матяшовский сельский совет (укр. Матяшівська сільська рада) — входит в состав
Великобагачанского района
Полтавской области
Украины.
Административный центр сельского совета находится в 
с. Матяшовка.

## История
- 1919 — дата образования.

## Населённые пункты совета
- с. Матяшовка

## Ликвидированные населённые пункты совета
- с. Лейков